# Nicola Ravaglia
Nicola Ravaglia (ur. 12 grudnia 1988 we Forlì) – włoski piłkarz występujący na pozycji bramkarza we włoskim klubie Sampdoria. Wychowanek Ceseny, w trakcie swojej kariery grał także w takich zespołach, jak Poggibonsi, Viareggio, SPAL, Vicenza, Parma, Cosenza oraz Cremonese.